# Маврикий (император)

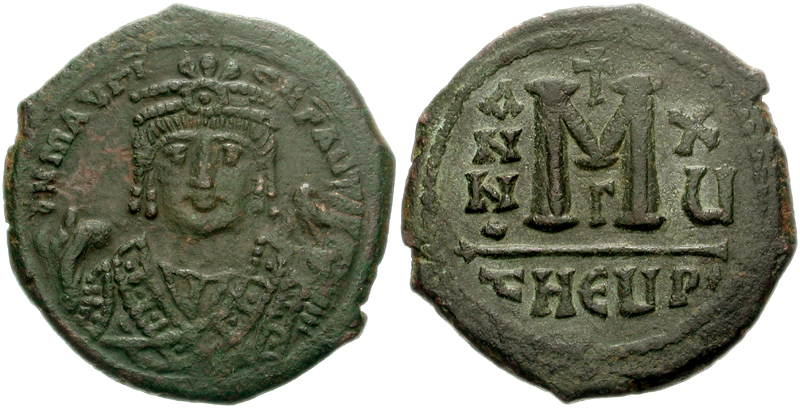
Фоллис с Маврикием в консульской форме.

Маври́кий (полное имя — Фла́вий Маври́кий Тибе́рий А́вгуст; ср.-греч. Φλάβιος Μαυρίκιος Τιβέριος Αὔγουστος, лат. Flavius Mauricius Tiberius Augustus; 539 год, Каппадокия — 27 ноября 602 года, Константинополь) — последний византийский император из династии Юстиниана в 582—602 годах.
Маврикий был выдающимся полководцем и с большим успехом боролся против персов. Став императором, он довёл войну с ними до победного конца, расширил восточную границу и женился на дочери своего предшественника, императора Тиберия II. Маврикий также провёл военные кампании на Балканах против аваров и отбросил их обратно за Дунай в 599 году. На западе император создал два экзархата. В Италии Маврикий установил Равеннский экзархат в 584 году, приложив первые реальные усилия империи для того, чтобы остановить продвижение лангобардов. С созданием экзархата Африка в 591 году Маврикий ещё сильнее укрепил позиции империи в западном Средиземноморье. Его правление было осложнено финансовыми трудностями и непрекращающимися войнами. В 602 году центурион Фока захватил престол и убил Маврикия, его пятерых сыновей и брата Петра. Казнены также стратег Коментиол, ипостратег Георгий, доместик Пресентин и другие. Убиты Константина, жена Маврикия, с тремя дочерьми, Герман с дочерью. Это событие оказалось катастрофическим для империи, потому что вызвало разрушительную войну с Персией. Маврикий выступает в качестве одного из последних императоров, во время правления которого империя ещё имела сильное внешнее сходство с античной Римской империей.
Канонизирован Православной церковью как мученик, память совершается 28 ноября (11 декабря).

## Биография

### Ранние годы
Маврикий родился в городе Арабиссус (современный Афшин) в Каппадокии в 539 году. Его отцом был Павел, глава византийского сената. У Маврикия также был один брат Пётр и две сестры — Феоктиста и Гордия.
Среди византинистов разделились мнения о его происхождении. Часть исследователей считают его каппадокийским греком, или греко-язычным итальянцем. По другой версии император, возможно, был армянского происхождения. Некоторые историки ставят эту точку зрения под сомнение. Согласно П. Губеру, его семья могла быть армянского, латинского или греческого происхождения. Уолтер Кеджи и Энтони Катлер в «Оксфордском словаре Византии» отмечают, что по легенде император является армянином, но вопрос его этнического происхождения до конца не решён.
Маврикий впервые приехал в Константинополь в чине нотария, став затем секретарем comes excubitorum (начальник экскувиторов — имперских телохранителей) Тиберия, будущего императора Тиберия II. Когда Тиберий был провозглашён цезарем в 574 году, Маврикий стал его преемником в качестве comes excubitorum. В 579 году он был главным военачальником в азиатских провинциях империи; в 582 году стал зятем императора Тиберия II и вслед за этим — его преемником.

### Война с персами и восхождение на трон
В конце 577 г., несмотря на полное отсутствие военного опыта, Маврикий был назначен magister militum per Orientem, став фактическим главнокомандующим византийской армии на востоке. . Он сменил генерала Юстиниана в продолжающейся войне против Сасанидской Персии. Примерно в то же время он был возведен в ранг патрикия, высшего почетного титула империи, который был ограничен небольшим числом обладателей. В 578 г. закончилось перемирие в Месопотамии, и основное внимание войны сместилось на этот фронт. После персидских набегов на Месопотамию Маврикий предпринял атаки по обеим сторонам Тигра, захватил крепость Афумон и разграбил Сингару. Шахиншах Хосров стремился к миру в 579 году, но умер до того, как удалось достичь соглашения, и его преемник Хормизд IV (пр. 579—590) прервал переговоры. В 580 г. арабские союзники Византии Гассаниды одержали победу над арабскими союзниками Сасанидов Лахмидами, а византийские набеги снова проникли к востоку от Тигра. Примерно в это же время будущий шахиншах Хосров II был назначен ответственным за ситуацию в Армении, где ему удалось убедить большинство лидеров повстанцев вернуться на сторону Сасанидов, хотя Иберия оставалась верной византийцам.
В следующем году целью амбициозной военной кампании Маврикия при поддержке войска гассанидов под командованием аль-Мунзира III стала столица противника Ктесифон. Объединённые силы двинулись на юг вдоль реки Евфрат в сопровождении флота кораблей. Армия штурмовала крепость Анатха и продвигалась вперед, пока не достигла района Бет-Арамайя в центральной Месопотамии, недалеко от Ктесифона. Там они нашли мост через Евфрат, разрушенный персами. В ответ на наступление Маврикия сасанидскому полководцу Адармахану было приказано действовать в северной Месопотамии, угрожая линии снабжения. Он разграбил Осроену и успешно захватил её столицу Эдессу, затем он двинул свою армию к Каллинику на Евфрате. Поскольку возможность идти на Ктесифон исчезла, Маврикий был вынужден отступить. Отступление было тяжелым для уставшей армии, Маврикий и аль-Мунзир обменялись упреками за провал экспедиции. Однако они продолжили совместно действовать, заставив Адармахана отступить и победили его в Каллинике.
Несмотря на достигнутые успехи, Маврикий обвинил аль-Мунзира в измене во время предыдущей кампании. Он утверждал, что аль-Мунзир раскрыл византийский план персам, которые затем приступили к разрушению моста через Евфрат. Летописец Иоанн Эфесский прямо называет это утверждение ложью, поскольку византийские намерения должны были быть очевидны персидским полководцам. Оба полководца отправляли письма императору Тиберию II, который попытался их примирить. Маврикий лично посетил Константинополь, где смог убедить правителя в виновности аль-Мундира. Современные историки почти повсеместно отвергают обвинение в государственной измене; Ирфан Шахид считал, что это, вероятно, больше связано с неприязнью Маврикия к опытному и успешному в военном отношении арабскому правителю. Это усугублялось привычным недоверием византийцев к «варварам» и якобы врожденным предателям арабов, а также стойкой приверженностью аль-Мунзира к монофизитству. Аль-Мунзир был арестован в следующем году по подозрению в предательстве, что спровоцировало войну между византийцами и гассанидами и положило начало концу царства гассанидов.
В июне 582 года Маврикий одержал решающую победу над Адармаханом под Константиной. Адармахану едва удалось уйти с поля боя, а его второй командир Тамхосров был убит. В том же месяце император Тиберий заболел, болезнь вскоре убила его. Покойный первоначально назвал двух наследников, каждый из которых должен был жениться на одной из его дочерей. Маврикий был обручен с Константиной, а Герман, связанный кровным родством с императором Юстинианом, был женат на Харито. Похоже, что план состоял в том, чтобы разделить империю на две части, при этом Маврикий получал восточные провинции, а Герман — западные. По Иоанну Никиусскому, фаворитом Тиберия был Герман, отказавшийся от власти из смирения. 5 августа Тиберий был на смертном одре, и гражданские, военные и церковные сановники ожидали назначения его преемника. Затем он выбрал Маврикия и назвал его цезарем, после чего принял имя «Тиберий». Вскоре после этого, 13 августа, Маврикий был коронован императором. Сообщается, что Тиберий подготовил речь по этому поводу, но в этот момент был слишком слаб, чтобы говорить. Её прочёл высший судебный чиновник империи квестор священного дворца. Речь провозгласила Маврикия августом и единственным наследником престола. 14 августа 582 года Тиберий умер, и его последние слова были сказаны его преемнику: «Пусть моя власть будет передана тебе с этой девушкой. Будь счастлив в использовании её, всегда помня о любви к справедливости и правосудию». Маврикий стал единоличным императором, осенью женившись на Константине.
Вскоре после его коронация преимущество, которое он получил в битве при Константине, было утрачено, когда его преемник на посту magister militum востока Иоанн Мистакон потерпел поражение у реки Нимфиос от Кардаригана. Положение было трудным: Маврикий правил обанкротившейся империей; шла война с Персией; он платил аварам чрезвычайно высокую дань 80 000 золотых солидов в год; а балканские провинции были основательно опустошены славянами.
Императору пришлось продолжать войну против персов. В 586 году его войска нанесли им поражение в битве при Солахоне к югу от Дары. В 588 году мятеж не получавших жалование византийских войск против своего нового командующего Приска, казалось, дал Сасанидам шанс на успех, но сами мятежники отразили последовавшее персидское контрнаступление и одержали крупную победу при Мартирополе. Сасанидский полководец Маруза был убит, несколько персидских командиров были взяты в плен вместе с тремя тысячами солдат; только тысяча человек нашла убежище в Нисибисе. Византийцы получили много добычи, в том числе персидские боевые знамёна, и отправили их вместе с головой Марузы Маврикию в Константинополь.
В 590 году два брата из числа парфянских знати Бистам и Биндой свергли Хормизда IV и сделали новым шахиншахом его сына Хосрова II. Бывший персидский главнокомандующий Севера (Великая Мидия и Адурбадаган) Бахрам Чубин, восставший против Хормизда IV, потребовал себе трон и двинулся на столицу. Хосров бежал к византийскому двору. Хотя сенат единогласно выступил против, Маврикий отправил армию в 35 тысяч человек, чтобы помочь Хосрову. В 591 году объединённая византийско-персидская армия под командованием Иоанна Мистакона и Нарсеса нанесла поражение войску Бахрама Чубина под Ганзаком в сражении при Бларафоне. Победа стала решающей. Маврикий успешно завершил войну, восстановил Хосрова на сасанидском престоле и по договору с ним возвратил захваченные персами в ходе войны спорные территории в Месопатамии и Закавказье.
Впоследствии Хосров был усыновлен императором, чтобы скрепить их союз. Усыновление совершалось посредством обряда усыновления per arma, который обычно предполагал христианское вероисповедание. Однако главным византийским епископам, «несмотря на все их попытки», не удалось обратить Хосрова. Хосров вознаградил Маврикия, уступив империи западную Армению до озёр Ван и Севан, включая крупные города Мартирополь, Тигранокерт, Манцикерт, Ани и Ереван. Договор установил новый статус-кво на востоке: Византия расширилась до никогда ранее не достигавшихся размеров, во время нового «вечного мира» миллионы солидов были сэкономлены из-за отсутствия необходимости слать дань персам.

### Война на Балканах

Северные Балканы в VI в.

Авары прибыли в Среднедунайскую низменность в 568 году. Почти сразу же они начали атаку на Сирмий, бывший краеугольным камнем византийской обороны на Дунае, но были отбиты. Затем они отправили 10 тыс. кутригуров для вторжения в византийскую провинцию Далмация. Затем последовал период стабильности, в течение которого византийцы платили им 80 000 золотых солидов в год. В 579 году, когда его казна опустела, Тиберий II прекратил платежи. Авары ответили ещё одной осадой Сирмия, город пал в 581 г.. После его захвата авары потребовали ежегодной выплаты в 100 тыс. солидов. Получив отказ, они использовали стратегически важный город в качестве базы для операций против нескольких плохо защищенных крепостей на Дунае и начали грабить северные и восточные Балканы. Славяне начали заселять землю с 580-х годов. В 584 г. славяне угрожали столице, в 586 г. авары осадили Фессалонику, а славяне дошли до Пелопоннеса.
После победы на восточной границе в 591 году Маврикий мог сосредоточиться на Балканах. Он предпринял несколько походов против славян и авар. В 592 г. его войска отбили у авар Сингидунум (современный Белград). Его главнокомандующий Приск нанес поражение славянам, аварам и гепидам к югу от Дуная в 593 году. В том же году он перешел Дунай в современную Валахию, чтобы продолжить серию своих побед. В 594 году император заменил Приска его довольно неопытным братом Петром, который был неопытыным и бездарным военачальником, авары вновь стали теснить византийцев, а славяне неудачно осадили Фессалонику, Пётр несмотря на первоначальные неудачи, одержал ещё одну победу в Валахии. Приск, теперь командовавший другой армией выше по течению, снова победил аваров в 595 году. Последние теперь осмелились атаковать только в периферийной Далмации два года спустя. В том же году византийцы заключили мирный договор с аварским вождем Баяном I, что позволило византийцам отправлять экспедиции в Валахию. В 598 году император нарушил договор, чтобы провести кампанию возмездия на родине аваров. В 599 и 601 годах византийские войска нанесли ущерб аварам и гепидам. В 602 г. славяне потерпели сокрушительное поражение в Валахии. Византийские войска снова смогли удерживать линию Дуная. Тем временем Маврикий строил планы по заселению опустошенных территорий на Балканах с помощью армянских поселенцев и планировал возглавить дальнейшие кампании против Аварского каганата, чтобы либо уничтожить их, либо заставить подчиниться.

### Внутренняя политика

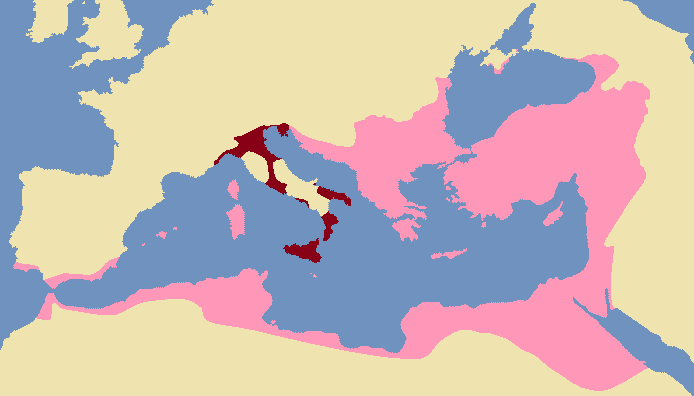
Равенский экзархат.

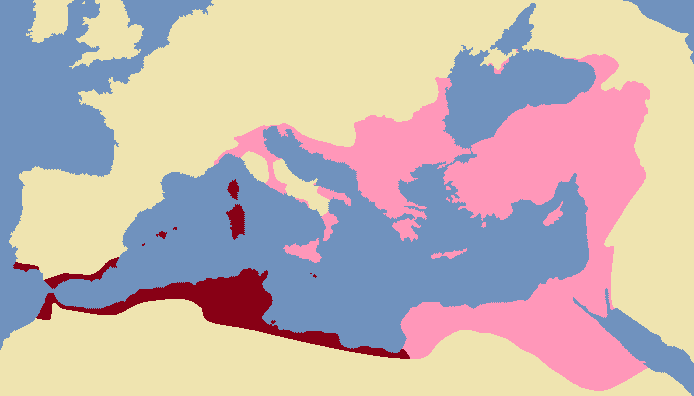
Африканский экзархат.

Маврикий отстроил свой родной город Аравис с большой пышностью, однако вскоре случилось землетрясение уничтожившее все построенные здания. При этом императоре греческий стал официальным языком в империи.
На западе Маврикий преобразовал находящиеся под угрозой византийские владения в Италии в Равеннский экзархат. Позднеримская административная система предусматривала четкое различие между гражданскими и военными должностями, в первую очередь для того, чтобы уменьшить возможность восстания со стороны чрезмерно могущественных провинциальных губернаторов. В 584 году Маврикий учредил должность экзарха, которая сочетала в себе высшую гражданскую власть префекта претория и военную власть magister militum и пользовалась значительной автономией от Константинополя. Экзархату удалось замедлить продвижение лангобардов в Италии. В 591 году он создал Африканский экзархат по тому же принципу.
В 597 году больной Маврикий написал свое последнее завещание, в котором описал свои идеи управления империей. Его старший сын Феодосий будет править на востоке от Константинополя; его второй сын Тиберий — Западом из Рима. Некоторые историки считают, что он хотел, чтобы его младшие сыновья правили Александрией, Карфагеном и Антиохией. Его намерением было сохранить единство империи; эта идея имеет сильное сходство с тетрархией Диоклетиана. Однако насильственная смерть помешала этим планам осуществиться.
В религиозных вопросах император был терпим к монофизитству, хотя и был сторонником Халкидонского собора. Он конфликтовал с папой римским Григорием I по вопросу политики в отношении лангобардов.
Усилия по консолидации империи медленно, но неуклонно увенчались успехом, особенно после мира с Персией. Первоначальная популярность Маврикия, по-видимому, снизилась по ходу его правления, в основном из-за его налогов. В 588 году он объявил о сокращении жалованья военным на четверть, что привело к серьёзному мятежу войск на персидском фронте. Он отказался платить небольшой выкуп в 599 или 600 году за освобождение 12 тыс. взятых в плен аварами византийских солдат. Пленные были убиты, а протестующая военная делегация во главе с офицером по имени Фока была унижена и изгнана из Константинополя.Маврикий после сожалелел об этом. Он начал раздавать деньги монастырям. Однако вскоре по империи прошлись чума а затем землетрясение и засуха с последующим голодом.

### Смерть
В 602 году Маврикий из-за нехватки денег постановил, что армия должна остаться на зиму за Дунаем. Измученные войска подняли мятеж против императора. Вероятно, неверно оценивая ситуацию, он неоднократно приказывал своим войскам начинать новое наступление, а не возвращаться на зимние квартиры. У его войск сложилось впечатление, что Маврикий больше не понимает военного положения, и они провозгласили Фоку своим предводителем. Они потребовали, чтобы Маврикий отрекся от престола и провозгласил преемником либо своего сына Феодосия, либо Германа. Оба мужчины были обвинены в государственной измене. Император, желая отвлечь и задобрить население, давал за свой счет бесчисленные зрелища и устраивал раздачи денег цирковым партиям. Когда в Константинополе вспыхнули беспорядки, император, взяв с собой семью, покинул город на военном корабле и направился в Никомедию, а Феодосий направился на восток, в Персию (историки не уверены, был ли он послан туда отцом или бежал сам). Фока вошел в Константинополь в ноябре и был коронован императором. Его войска захватили Маврикия и его семью и привели их в гавань Евтропия в Халкидоне.
Маврикий был убит в гавани Евтропия 27 ноября 602 года. Свергнутый император был вынужден смотреть, как казнят пятерых его сыновей, прежде чем сам был обезглавлен. Императрицу Константину и трех её дочерей временно пощадили и отправили в монастырь. Дворцовый евнух Схоластик помог им бежать в Святую Софию, но церковь передала их Фоке, которая отправила их обратно в монастырь. Несколько лет спустя все они были казнены в гавани Евтропия, когда Константина была признана виновной в заговоре против Фоки. Вся семья Маврикия и Константины была похоронена в монастыре Св. Мамаса или Неа Метанойя, который был основан его сестрой Гордией. Персидский царь Хосров II использовал этот переворот и убийство своего покровителя как предлог для новой войны против империи.

### Семья
У Маврикия было девять детей:
- Феодосий (4 августа 583/585 гг. — после 27 ноября 602 г). Согласно Иоанну Эфесскому, он был первым наследником правящего императора со времен правления Феодосия II[53] (408—450). В 587 г. он стал цезарем, с 26 марта 590 г. — соправителем.[54]
- Тиберий (ум. 27 ноября 602 г.)
- Пётр (ум. 27 ноября 602 г.)
- Павел (ум. 27 ноября 602 г.)
- Юстин (ум. 27 ноября 602 г.)
- Юстиниан (ум. 27 ноября 602 г.)
- Анастасия (ум в 605 г.)
- Феоктиста (ум. ок. 605 г.)
- Клеопатра (ум. ок. 605 г.)

Летописец XII в. Михаил Сириец и другие восточные источники упоминают также Мириам/Марию, которая вышла замужем за Хосрова II, но она не упоминается не в каких-либо византийских греческих источниках; вероятно она является легендарной. Согласно фрагменту анонимного греческого жития была и дочь императора по имени Сосипатра, но Делеэ счёл этот отрывок малоинтересным для агиографии в том числе из-за отсутствия точных сведений.
Его брат Пётр (р. 550 — ум. 602) стал куропалатом и был убит одновременно с Маврикием. Был женат на дочери Ареобинда (р. около 550 г.) Анастасии (р ок. 570 г.), имел дочерей. Племянник Маврикия Домициан Мелитенский скорее всего был сыном Петра.

## Наследие

### Оценки
Маврикий считается историками способным императором и главнокомандующим, хотя описание его правления Феофилактом может преувеличивать эти черты. Он обладал проницательностью, общественным духом и мужеством. Он доказал свой опыт в военных и иностранных делах во время своих походов против персов, аваров и славян, а также во время мирных переговоров с Хосровом II. Его административные реформы выявляют в нём дальновидного государственного деятеля, тем более что они пережили его смерть на века и послужили основой для более позднего введения фем как военных округов.
Его двор все ещё использовал латынь, как и армия и администрация, и он продвигал науку и искусство. Маврикий традиционно считается автором военного трактата «Стратегикон», который в военных кругах превозносится как единственная сложная общевойсковая теория до Второй мировой войны. Однако некоторые историки теперь считают, что Стратегикон — это работа его брата или другого генерала при его дворе.
Его самой большой слабостью была неспособность оценить непопулярность своих решений. Историк Чарльз Превите-Ортон перечислил ряд недостатков характера императора:
Его вина заключалась в том, что он слишком сильно верил в свои превосходные суждения, не принимая во внимание разногласия и непопулярность, которые он вызывал своими решениями, сами по себе правильными и мудрыми. Он лучше разбирался в политике, чем в людях.
Именно этот недостаток стоил ему трона и жизни и свёл на нет большинство его усилий по предотвращению распада империи Юстиниана I. Смерть Маврикия стала поворотным моментом. Война против Персии ослабила оба государства империи, позволив славянам навсегда заселить Балканы и проложив путь для арабо-мусульманской экспансии. Английский историк А. Х. М. Джонс характеризует смерть Маврикия как конец эпохи классической античности, как разрушившую империю в течение следующих четырёх десятилетий суматоху, навсегда и основательно изменившую общество и политику.

### Легенды
Первые легендарные сведения о жизни Маврикия записаны в IX в. в трудах византийского историка Феофана Исповедника. Согласно его «Хронографии», гибель императорской семьи связана с божественным вмешательством: Христос просил императора выбирать между долгим царствованием или смертью и принятием в Царство Небесное. Маврикий предпочел второй вариант.
Та же история записана в краткой сирийской агиографии о жизни императора восточно-сирийского происхождения, которое позже было освящено Восточной православной церковью. По словам сирийского автора, император в молитве просил получить наказание в этом мире и «совершенную награду» в Царстве Небесном. Выбор был предложен ангелом. Энтони Олкок опубликовал английский перевод.
Согласно другой легенде в том же тексте, Маврикий помешал кормилице заменить одного из его сыновей, чтобы спасти хотя бы одного из наследников империи.
В черногорском эпосе легендарный князь Наход Момир (Момир-подкидыш) и его сестра Гроздана связаны с императором и его сестрой Гордией. В эпосе эпитет «подкидыш» отражает усыновление Маврикия императором Тиберием и императорской династией Юстинов. В боснийском эпосе императора зовут Муйо Царевич (Муйо, сын императора).

## Трактат Маврикия
Русские переводы:
- Маврикий. Тактика и стратегия. Первоисточник сочинений о военном искусстве императора Льва Философа и Н. Маккиавелли. / Пер. с лат. капитана М. А. Цыбышева, предисл. П. А. Гейсмана. СПб., 1903. 241 стр.
  - переизд.: Военное искусство античности. М.: Эксмо, 2003. С. 565—731.
- Стратегикон Маврикия. / Пер., вступ. ст. и комм. В. В. Кучмы. (Серия «Византийская библиотека». Раздел «Исследования»). СПб.: Алетейя, 2004. 248 стр.